# Sânpetru de Câmpie (gmina)
Sânpetru de Câmpie – gmina w Rumunii, w okręgu Marusza. Obejmuje miejscowości Bârlibaș, Dâmbu, Satu Nou, Sângeorgiu de Câmpie, Sânpetru de Câmpie i Tușinu. W 2011 roku liczyła 3060 mieszkańców.